# A.out
a.out (assembler output), in informatica, indica un formato di file, usato in vecchie versioni di Unix e sistemi operativi Unix-like, per eseguibili, codice oggetto, e, in sistemi più moderni, librerie condivise.

## Storia
Apparve in Version 6 Unix e fu sostituito dal formato COFF in AT&T Unix System V, che a sua volta venne sostituito da ELF in System V Release 4.
a.out è ancora il nome di default dei file eseguibili creati dal compilatore quando non viene specificato nessun nome tramite l'opzione -o (anche se il contenuto di a.out generato da gcc è comunque un ELF).

## Utilizzo
Sebbene BSD abbia supportato a.out per un po' di tempo, i moderni sistemi BSD sono tutti migrati ad ELF. Anche Linux ha usato a.out fino al kernel 2.0, per poi passare a ELF. Il supporto al formato a.out in Linux è stato deprecato dalla versione 5.1.